# Carl August Koch
Carl August Koch (* 25. Mai 1845 in Zürich; † 5. Januar 1897 in Schaffhausen) war ein Schweizer Fotograf.

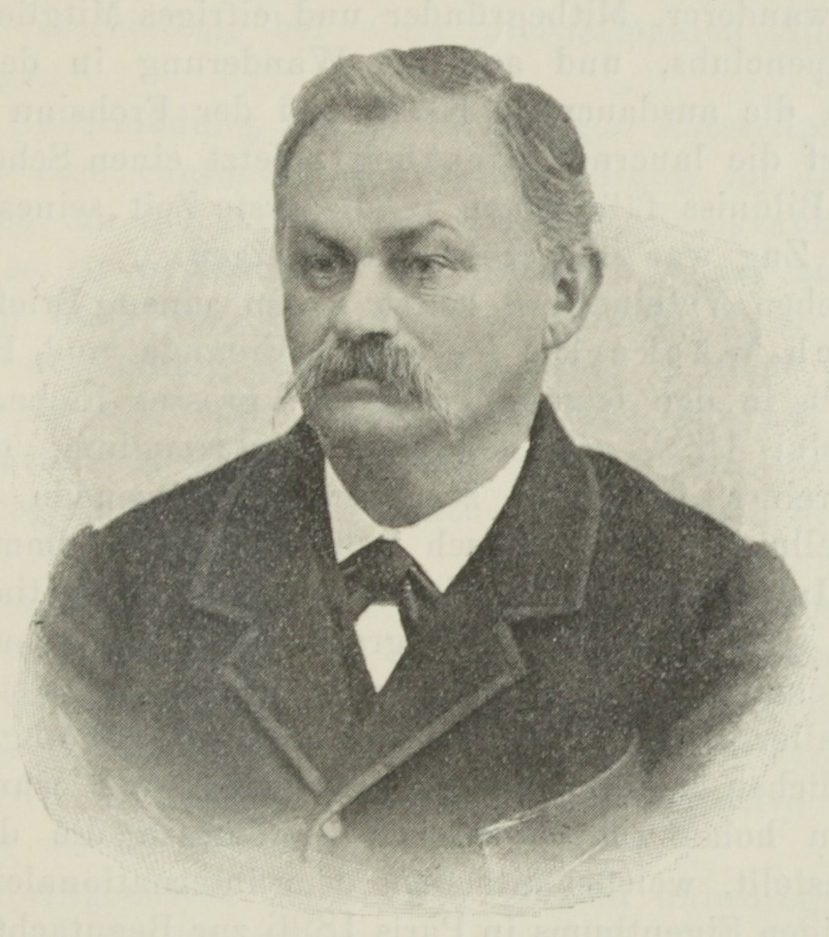
Aufnahme aus den 1890er Jahren

## Leben und Wirken
Koch verlor mit zwölf Jahren seine Eltern und wuchs dann im Zürcher Waisenhaus auf. Durch einen Freund seines verstorbenen Vaters wurde er bereits in jungen Jahren für die Fotografie begeistert und verbrachte viel Zeit in dessen Atelier. Nachdem diese Arbeit damals noch nicht genügend anerkannt war, musste er eine Lehre als Sattler beginnen. Auf der Wanderschaft kam er nach Marseille, wo er nach 1870 als Lehrling in ein fotografisches Geschäft eintrat und seine Fähigkeiten beweisen konnte. Nach Anstellungen bei Fotografen in anderen Städten hatte er genügend Wissen und Kenntnisse gesammelt, um am 1. März 1879 in Schaffhausen sein eigenes Geschäft zu gründen. Später betrieb er zusammen mit Louis Alphonse Tronel (1830–1903) vom 1. April 1881 bis 30. September 1886 das Atelier Tronel & Koch, bevor er sich an der Vordersteig 2 ein eigenes Haus kaufte und dort sein Atelier einrichtete. Sein Geschäftspartner hatte sich gegen eine Abfindung von 10.000 Franken von der Firma zurückgezogen und ihm alle Apparate, Utensilien, sowie das ganze Bildmaterial überlassen. Kochs 1892 in Schaffhausen gegründetes Fotoatelier blieb im Familienbesitz, sein Enkel Carl Hans Koch übernahm 1947 das Geschäft und gründete dort im Jahr darauf die Unternehmung Sinar.
Neben seiner Arbeit als Porträtfotograf widmete er sich den Hochgebirgsaufnahmen, mit denen er sich in den Kreisen der Alpinisten – er war selbst Mitglied der Section Randen des Alpenclubs – einen Namen machte und bei Ausstellungen prämiert wurde.
Von 1894 bis 1897 präsidierte Carl August Koch dem Schweizerischen Fotografenverband. In dieser Eigenschaft setzte er sich für die Gründung der fotografischen Fachschule in Zürich, die 1898 an der Kunstgewerbeschule Zürich eingerichtet wurde, und den Urheberrechtsschutz für fotografische Werke ein. Er gründete das Schaffhauser Landschaftsarchiv, das bis heute Architektur- und Landschaftsfotos von Schaffhausen und Umgebung sammelt.